# Naissance en 1995
Naissance
- 1991
- 1992
- 1993
- 1994
- 1995
- 1996
- 1997
- 1998
- 1999

Les naissances en 1995 concernent les personnalités nées entre le 1er janvier et le 31 décembre 1995.

## Janvier
- 3 janvier : 
  - Kim Ji-soo dite Jisoo, chanteuse du groupe Blackpink.
  - Kim Seol-hyun, chanteuse et actrice sud-coréenne, membre du groupe AOA.
  - Amanda Kotaja, athlète handisport finlandaise.
- 4 janvier : María Isabel, chanteuse espagnole.
- 9 janvier : Nicola Peltz, actrice américaine.
- 10 janvier : Maes, rappeur français.
- 11 janvier :
  - Samuel Gustafson, footballeur suédois.
  - Simon Gustafson, footballeur suédois.
- 13 janvier :
  - Wu Yu, boxeuse chinoise.
  - Natalia Dyer, actrice américaine
- 18 janvier : Bastien Damiens, kayakiste français († 6 septembre 2015).
- 19 janvier :
  - Domenico Acerenza, nageur italien.
  - Levon Aghasyan, athlète arménien.
  - Maxi Rolón, footballeur argentin († 14 mai 2022).
- 21 janvier : Marine Johannès, basketteuse française.
- 24 janvier : Callan McAuliffe, acteur australien.
- 25 janvier :
  - Benjamin Bok, joueur d'échecs néerlandais.
  - Carmen Bramly, romancière française.
  - Eduardo Estrada, coureur cycliste colombien.
  - Cédric Joly, céiste français.
  - Yorgelis Rodríguez, athlète cubaine.
  - Sarah Vaisse, nageuse française.
- 30 janvier : Danielle Campbell, actrice américaine.

## Février
- 1er février : 
  - Mohamed Rahim, footballeur marocain.
  - Zhao Xiaojing, pongiste chinoise.
- 6 février : Moon Jong-up, chanteur sud-coréen, membre du groupe B.A.P.
- 7 février : 
  - Tom Glynn-Carney, acteur anglais
  - Camila Loures, youtubeuse brésilienne
- 13 février :
  - Frederik Børsting, footballeur danois.
  - Syrine Issaoui, lutteuse tunisienne.
  - Tibor Linka, kayakiste slovaque.
  - Lia Neal, nageuse américaine.
  - Georges-Kévin Nkoudou, footballeur français d'origine camerounaise.
  - Maria Wierzbowska, rameuse d'aviron polonaise.
- 14 février : Kalash Criminel, rappeur congolais.
- 15 février : Megan Thee Stallion, rappeuse américaine.
- 18 février : Matheus Reis, footballeur brésilien.
- 19 février : Nikola Jokić, basketteur serbe.
- 24 février : 
  - Chance Sisco,  joueur américain de baseball.
  - Moha La Squale, rappeur français.
- 26 février : Griedge Mbock, footballeuse française

## Mars
- 1er mars : Wessel Dammers, footballeur néerlandais.
- 2 mars :
  - Miguel Andújar, joueur de baseball dominicain.
  - Paul Hill, joueur de rugby anglais.
- 5 mars : Alba Gaïa Bellugi, actrice française.
- 3 mars : Zahra Lari, patineuse artistique émiratie.
- 6 mars : Aimyon, chanteuse et parolière japonaise.
- 7 mars :
  - Maira Cipriano, joueuse de volley-ball brésilienne.
  - Michael McCarron, joueur de hockey sur glace.
  - Haley Lu Richardson, actrice américaine.
- 8 mars : Maliak Alieva, pongiste handisport russe.
- 11 mars : Marlene van Gansewinkel, athlète handisport néerlandaise.
- 12 mars : Mira, chanteuse roumaine.
- 13 mars :
  - Marion Leriche, kayakiste française.
  - Mikaela Shiffrin, skieuse alpine américaine.
  - Zella Day, chanteuse américaine.
- 15 mars : Momoka Ariyasu, chanteuse japonaise.
- 18 mars : EnjoyPhoenix, youtubeuse française.
- 19 mars : Houria Boukrif, lutteuse algérienne.
- 20 mars :
  - Farida Abiyeva, karatéka azerbaïdjanaise.
  - Galym Akhmetov, coureur cycliste kazakh.
- 21 mars : 
  - Cannelle Carré-Cassaigne, actrice française.
  - Matthieu Tomassi, athlète français.
- 27 mars : Mac Bohonnon, skieur acrobatique américain.
- 29 mars : Filippo Bandinelli, footballeur italien.
- 30 mars : Amandine Giardino, volleyeuse française.
- 31 mars : Yanal Ashmouz, artiste martial mixte israélo-circassien.

## Avril
- 1er avril :
  - Adam Kocian, joueur allemand de volley-ball.
  - Logan Paul, vidéaste, acteur, boxeur et catcheur américain.
  - Maxence Perrin, acteur français.
- 2 avril : 
  - Vladislavs Gutkovskis, footballeur letton.
  - Miro Tenho, footballeur finlandais.
- 3 avril : Adrien Rabiot, joueur de football français.
- 4 avril : Olivier Yao-Delon, basketteur français.
- 10 avril : Rebecca Marder, actrice française.
- 11 avril :
  - Dodie Clark, chanteuse britannique.
  - Catherine Debrunner, athlète handisport suisse.
- 12 avril : 
  - Pedro Cachín, joueur de tennis argentin.
  - Wladimiro Falcone, footballeur italien.
  - Lorenzo Venuti, footballeur italien.
- 14 avril : 
  - Niklas Stark, footballeur allemand
  - Baya Medhaffar, actrice tunisienne.
- 15 avril : Cody Christian, acteur américain.
- 16 avril :
  - Nancy Chelangat Koech, athlète handisport kényane.
  - Nobuya Katō, athlète japonais.
  - Mackenzie McDonald, joueur de tennis américain.
- 17 avril : 
  - Wheein, chanteuse et danseuse sud-coréenne, membre du groupe Mamamoo.
  - Ahn Hyo-seop, acteur et chanteur sud-coréen, membre du groupe One o One.
- 22 avril :
  - Adam Lamhamedi, skieur alpin marocain et canadien.
  - Nicolas Rio, orienteur français.
- 23 avril : Gigi Hadid, mannequin américaine.
- 24 avril : Kehlani, chanteuse américaine.
- 26 avril : Frédéric Nsabiyumva, footballeur burundais.
- 27 avril : 
  - Nick Kyrgios, joueur de tennis australien.
  - Yvan Buravan, auteur-compositeur-interprète rwandais († 17 août 2022).
- 28 avril : Melanie Martinez, chanteuse, compositrice, réalisatrice et photographe américaine.
- 29 avril : Iryna Bui, biathlète et fondeuse ukrainienne.

## Mai
- 2 mai : Yook Sung-jae, chanteur et acteur sud-coréen membre du groupe BTOB
- 3 mai : Iliass Ayanou, joueur néerlandais de futsal.
- 4 mai : Bérenger Anceaux, acteur français.
- 5 mai :
  - Andrea Vavassori, joueur de tennis italien.
  - Alexis Miellet, athlète français.
  - Nwanneka Okwelogu, athlète nigériane.
  - Roman Protassevitch, journaliste, militant et opposant politique biélorusse.
  - Ibrahima Wadji, footballeur sénégalais.
- 6 mai : 
  - William Aubatin, athlète français.
  - Oscar Johansson, footballeur suédois.
  - Darya Maslova, athlète kirghize.
- 8 mai : 
  - Park Jung-hwa, chanteuse sud-coréenne, membre du groupe EXID.
- 10 mai : 
  - Gabriella Papadakis, athlète française
  - Julien Marchand, joueur français de rugby à XV
  - Aya Nakamura, chanteuse de RnB française.
- 11 mai : Lorenzo Sonego, joueur de tennis italien.
- 12 mai : Kenton Duty, acteur américain.
- 13 mai : 
  - Ivan Boukavchine, joueur d'échecs russe († 12 janvier 2016).
  - Lisa Zweerman, actrice néerlandaise.
- 19 mai : Berthe Etane Ngolle, lutteuse camerounaise.
- 21 mai : Paul Jean, kayakiste français
- 22 mai : Gizem Emre,  actrice allemande
- 24 mai : Chihiro Igarashi, nageuse japonaise.
- 25 mai : Defia Rosmaniar, taekwondoïste indonésienne.
- 26 mai : Jung Gun-joo, acteur sud-coréen.
- 29 mai : Brice Loubet, pentathlonien français.

## Juin
- 1er juin : Ami Maeda, chanteuse japonaise.
- 2 juin : Laslo Djere, joueur de tennis serbe.
- 5 juin : Troye Sivan, chanteur australien.
- 6 juin : Axel Méyé, footballeur gabonais.
- 7 juin : Swae Lee, rappeur américain.
- 8 juin : Chad Young, coureur cycliste américain († 28 avril 2017).
- 9 juin :
  - Jimmy Duquennoy, coureur cycliste belge († 5 octobre 2018).
  - Walide Khyar, judoka franco-marocain.
- 11 juin : Yasuto Wakizaka, footballeur japonais.
- 19 juin : Blake Woodruff, acteur américain.
- 21 juin : 
  - Jesper Karlström, footballeur suédois.
  - Beatriz Ortiz, joueuse espagnole de water-polo.
- 23 juin : 
  - Václav Jemelka, footballeur tchèque.
  - Danna Paola, actrice et chanteuse mexicaine.
- 27 juin : HowToBasic, humoriste australienne.
- 28 juin : 
  - Demi-Leigh Nel-Peters, reine de beauté sud-africaine et Miss Univers 2017.
  - Matheus Biteco, footballeur brésilien († 28 novembre 2016).
- 29 juin : Choi Ri, actrice sud-coréenne.

## Juillet
- 1er juillet : Lucas Chatonnier, régatier français.
- 4 juillet : Post Malone, rappeur américain.
- 5 juillet : Han Sang-hyuk (ou Hyuk), chanteur et acteur sud-coréen, membre du groupe VIXX.
- 6 juillet : Victor Wernersson, footballeur suédois.
- 9 juillet : Georgie Henley, actrice britannique.
- 12 juillet : 
  - Amandine Buchard, judokate française.
  - Yohio, auteur-compositeur-interprète suédois.
- 13 juillet : Sandie Toletti, footballeuse française.
- 17 juillet : Alana Maldonado, judokate handisport brésilienne.
- 18 juillet : Kristian Eriksen, footballeur norvégien.
- 23 juillet : 
  - Ahn Hye-jin (ou Hwasa), chanteuse et rappeuse sud-coréenne, membre du groupe Mamamoo.
  - Thomas Ramos, joueur français de rugby à XV.
- 25 juillet : 
  - Martin Jobert, acteur français.
  - María Sákkari, joueuse de tennis grecque
- 27 juillet : Pasquale Mazzocchi, footballeur italien.
- 28 juillet : Anna Lapwood, cheffe d'orchestre britannique.
- 31 juillet : Lil Uzi Vert, rappeur américain.

## Août
- 2 août : Reda Wardi, joueur français de rugby à XV.
- 5 août : Stefano Sensi, footballeur italien.
- 10 août : Lauren De Ruyck, chanteuse belge néerlandophone.
- 13 août : Presnel Kimpembe, footballeur international français.
- 14 août : Giulia Terzi, nageuse handisport italienne.
- 15 août : 
  - Mechteld Jungerius, actrice néerlandaise.
  - Chief keef, rappeur américain.
- 16 août : Diego Schwartzman, joueur de tennis argentin.
- 17 août : Adam Schriemer, joueur canadien de volley-ball.
- 18 août : Parker McKenna Posey, actrice américaine.
- 20 août : 
  - Julian Jordan, DJ et compositeur néerlandais.
  - Liana Liberato, actrice américaine.
- 22 août : Dua Lipa, chanteuse anglaise.
- 23 août : Cameron Norrie, joueur de tennis britannique.
- 24 août : Justine Skye, chanteuse américaine.
- 25 août : Ludvig Fritzson, footblleur suédois.
- 27 août : 
  - Elizaveta Nazarenkova, gymnaste rythmique russe et ouzbèke.
  - Sergey Sirotkin, pilote de Formule 1 russe.
- 31 août : John D'Leo, acteur américain.

## Septembre
- 1er septembre : Cheng Hefang, joueuse de badminton chinoise.
- 2 septembre : Django Warmerdam, footballeur néerlandais.
- 9 septembre : Joachim Soltvedt, footballeur norvégien.
- 13 septembre : 
  - Robbie Kay, acteur britannique.
  - Jordan Bardella, homme politique français.
  - Błażej Podleśny, joueur polonais de volley-ball.
- 16 septembre : Aaron Gordon, basketteur américain.
- 17 septembre : Patrick Mahomes, joueur de football américain.
- 22 septembre : Im Na-yeon, chanteuse sud-coréenne, membre du groupe Twice.
- 23 septembre : Rikuto Hirose, footballeur japonais.
- 29 septembre : Tara Hetharia, actrice, doubleuse, danseuse et chanteuse néerlandaise.

## Octobre
- 2 octobre : Mokhigul Khamdamova, athlète handisport ouzbèke.
- 4 octobre : 
  - Botic van de Zandschulp, joueur de tennis néerlandais.
  - Hanna Ardéhn, actrice suédoise.
  - Kim A-lim, golfeuse sud-coréenne.
  - Linas Rumšas, coureur cycliste lituanien († 2 mai 2017).
- 7 octobre : Mathias Dyngeland, footballeur norvégien.
- 10 octobre : 
  - Cyril Mendy, comédien français.
  - Oh Seung-hee, chanteuse sud-coréenne membre du groupe CLC.
- 11 octobre : 
  - Nicolás Jarry, joueur de tennis chilien.
  - Luisa Maria de Belgique, fille de la princesse Astrid de Belgique.
- 13 octobre : Park Ji-min, dit Jimin, chanteur et danseur sud-coréen du groupe BTS.
- 15 octobre : Louis Duneton, acteur français.
- 17 octobre : Fanta Keita, handballeuse franco-sénégalaise.
- 18 octobre : Nayana James, sauteuse en longueur indienne.
- 19 octobre : 
  - Pascaline Adanhouegbe, athlète béninoise.
  - Enca Haxhia, chanteuse albanaise.
- 21 octobre : Feriel Adjabi, escrimeuse algérienne.
- 25 octobre : Conchita Campbell, actrice canadienne.

## Novembre
- 1er novembre :  Margarita Mamun, gymnaste rythmique russe.
- 3 novembre : 
  - Kendall Jenner, mannequin et personnalité de la télévision américaine.
  - Kelly Catlin, coureuse cycliste américaine († 8 mars 2019).
- 5 novembre : Léo Legrand, comédien français.
- 9 novembre : Bouma Ferimata Coulibaly, taekwondoïste ivoirienne
- 12 novembre : Félix Lengyel dit xQc, vidéaste et streameur québécois.
- 16 novembre : Noah Gray-Cabey, acteur américain.
- 19 novembre : Négresse Colas, femme de lettres haïtienne.
- 22 novembre : Katherine McNamara, chanteuse et actrice américaine.
- 25 novembre : Anja Ninasdotter Abusland, femme politique norvégienne.
- 29 novembre : 
  - Laura Marano, chanteuse et actrice américaine.
  - Jérémie Nouar, boxeur français.
- 30 novembre : Najwa Dassalm, gymnaste artistique marocaine.

## Décembre
- 3 décembre : Angèle, chanteuse belge.
- 5 décembre : Anthony Martial, footballeur et international français.
- 6 décembre : Fatima Zahra El Qorachi, judokate marocaine.
- 10 décembre : Tacko Fall, basketteur sénégalais.
- 11 décembre : Martin Valjent, footballeur slovaque.
- 12 décembre :
  - Manon Barbaza, pentathlonienne française.
  - Marie Mané, basketteuse française.
- 13 décembre : Gabin Villière, joueur français de rugby à XV.
- 14 décembre : Jaylon Ferguson, joueur professionnel américain de football américain.
- 17 décembre : Fleur Jong, athlète handisport néerlandaise.
- 19 décembre : Lorena Salvatini Spoladore, athlète handisport brésilienne.
- 23 décembre : Irama né Filippo Maria Fanti (1995-) chanteur italien.
- 22 décembre : Vincent Vinel, auteur-compositeur-interprète bulgare francophone.
- 25 décembre : Ana Lucrecia Taglioretti, violoniste paraguayenne († 7 janvier 2020).
- 27 décembre : Carlos Cuevas, acteur espagnol.
- 27 décembre : Timothée Chalamet, acteur franco-américain
- 29 décembre : Ross Lynch, chanteur et acteur américain.
- 30 décembre : Line Papin, romancière française.
- 30 décembre : Kim Tae-hyung, dit V, chanteur sud-coréen du groupe BTS.

## Date inconnue
- Alexandra Groenestein, actrice néerlandaise.
- Nina da Hora, scientifique brésilienne.
- Misha Miller, chanteuse moldave.
- Nidonite, illustratrice suisse.